# キャリー・ザット・ウェイト
「キャリー・ザット・ウェイト」（Carry That Weight）は、ビートルズの楽曲である。1969年9月に発売された11作目のイギリス盤公式オリジナル・アルバム『アビイ・ロード』に収録された。レノン＝マッカートニー名義となっているが、ポール・マッカートニーによって書かれた楽曲。アルバム『アビイ・ロード』のB面の特徴であるメドレー「ザ・ロング・ワン」（The Long One）の7曲目にあたる楽曲。1969年7月に「ゴールデン・スランバー」と繋げてレコーディングされた。
ミドルブリッジにおいて、ブラスセクション、エレクトリック・ギター、ボーカルをフィーチャーして「ユー・ネヴァー・ギヴ・ミー・ユア・マネー」の出だしのメロディ、曲の最後の部分でギターのアルペジオがそれぞれ繰り返される。

## 背景
1969年1月9日にトゥイッケナム・スタジオでマッカートニーはピアノの弾き語りで、リンゴ・スターとマル・エヴァンズに「ゴールデン・スランバー」を聴かせており、この時点で「ゴールデン・スランバー」から途切れることなく、本作のサビに移行する構成となっていた。マッカートニーは本作について「リンゴが歌うのにちょうどいい曲だ」と説明し、ヴァース用のアイデアを考え始めた。当初マッカートニーは「ちょっと『アクト・ナチュラリー』に似た、物語っぽい感じ」になることを想定していて、「オチのフレーズが何度も出てくる。聴いたらコメディのように思える曲でも良いし、そうでなければ全てを手に入れて、何もかもがうまくいっているのに、朝、卵が一つ落ちるか、右の靴がきつすぎるかして、『さあ、おまえがその重荷を背負わなきゃならないんだ』となってしまう曲に一つにしてもいい」と考えていた。
タイトルと歌詞について、「ビートルズが解散したときにメンバーそれぞれが生涯『ビートルズのメンバーであったという荷を背負う』事になるということを歌ったもの」「ブライアン・エプスタインの死去後、バンドが設立したアップル・コアを通してビジネスの難しさを痛感したことを歌ったもの」といった2種類の解釈がなされている。1969年のラジオのインタビューで、ジョン・レノンは本作の歌詞について「実際には『マックスウェルズ・シルヴァー・ハンマー』のストーリーをまた繰り返しているようなもの。僕らはみんな、たっぷりと荷物をしょいこんでいる。でもそれは実のところ『ゴールデン・スランバー』の一部で、一つの曲みたいなもの。この曲は『ゴールデン・スランバー』のサビだ」と語っている。

## レコーディング
「キャリー・ザット・ウェイト」のレコーディングは1969年7月2日に開始され、「ゴールデン・スランバー」と繋げてレコーディングされた。なお、この日のセッションでは、スコットランドでの自動車事故で負傷していたジョン・レノンは参加していない。8トラック・レコーダーのトラック1にスターのドラム、トラック2にジョージ・ハリスンのベース、トラック3にマッカートニーのピアノ、トラック8にマッカートニーのガイド・ボーカルが録音された。同日に15回録音が行われたが、大半のテイクは途中で終わっている。バッキング・トラックを作り出すにあたり、テイク13とテイク15の要素が編集でまとめられた。翌日、トラック4に追加のドラムとマッカートニーのボーカル、トラック4とトラック7にダブルトラッキングしたスターとマッカートニーのコーラスが録音された。追加のドラムはトラック1に録音されたオリジナルのドラムとミックスするために、2本目のテープで2種類のリダクション・ミックスが作成され、よりよい出来と判断されたテイク17がオーバー・ダビング用に使用されることとなった。
7月30日にメドレー「ザ・ロング・ワン」に含まれる楽曲のレコーディングが完了したため、曲順を決めるための仮編集が行われた。この段階では、マッカートニーのボーカルが完成バージョンと一部異なっており、コーラス部分の後のリードギターやオーケストラが入っていなかった。翌日にドラムやティンパニ、リードギター、もう1つのリード・ボーカル、8月15日にオーケストラがトラック8にオーバーダビングされた。オーケストラのパートは、最後のミキシング作業時にADTで増強されており、オリジナルのアンサンブルと少し遅れて聴こえるADT版は、ステレオ音像の両サイドに配置された。

## クレジット
※出典
ビートルズ
- ポール・マッカートニー - リードギター、ピアノ、リズムギター、ハーモニー & バッキング・ボーカル
- ジョージ・ハリスン - 6弦ベース、リードギター
- リンゴ・スター - ドラム、バッキング・ボーカル

外部ミュージシャン
- 演奏者不明 - ヴァイオリン（12丁）、ヴィオラ（4丁）、チェロ（4台）、ダブル・ベース、ホルン（4本）、トランペット（3本）、トロンボーン、バストロンボーン

## カバー・バージョン
- コリーン・ヒューイット（英語版） - 1972年に「ゴールデン・スランバー」とのメドレー形式でカバーし、オーストラリアのシングルチャートで最高位29位を獲得した[9]。
- ビージーズ - 1976年に公開されたドキュメンタリー映画『All This and World War II』のサウンドトラックとしてカバーした。2年後に公開された映画『サージェント・ペパーズ・ロンリー・ハーツ・クラブ・バンド（英語版）』でも使用された。
- Mi-Ke - 1993年に発売されたアルバム『永遠のリバプールサウンド〜Please Please Me, LOVE』に収録。
- ジェニファー・ハドソン - 2016年に公開された映画『SING/シング』のサウンドトラックとして「ゴールデン・スランバー」とのメドレー形式で歌唱[10]。